# Memphis herbacea
Espèce
Memphis herbacea est une espèce d'insectes lépidoptères (papillons) de la famille des Nymphalidae, de la sous-famille des Charaxinae et du genre Memphis.

## Dénomination
Memphis herbacea a été décrit par Arthur Gardiner Butler et Herbert Druce en 1872 sous le nom initial de Paphia herbacea.
Synonyme : Anaea herbacea, Godman & Salvin, [1884].

### Nom vernaculaire
Memphis herbacea se nomme Herbacea Leafwing en anglais.

## Description
Memphis herbacea est un papillon aux ailes antérieures à bord costal bossu, bord externe légèrement concave, bord interne très concave.
Le dessus est bleu foncé ou marron foncé avec une large partie basale bleu turquoise métallisé et aux ailes antérieures deux taches blanches ou bleu clair près de l'apex.
Le revers est marron recouvert de blanc nacré et simule une feuille morte.

## Écologie et distribution
Memphis herbacea est présent au Mexique et au Costa Rica.

### Protection
Pas de statut de protection particulier.